# 28722 Dhruviyer
28722 Dhruviyer è un asteroide della fascia principale. Scoperto nel 2000, presenta un'orbita caratterizzata da un semiasse maggiore pari a 2,4069872 UA e da un'eccentricità di 0,1395454, inclinata di 4,88232° rispetto all'eclittica.